# Теорема на Ойлер
Теоремата на Ойлер е твърдение от елементарната теория на числата, наречено на Леонард Ойлер. Според него, ако {\displaystyle a} е цяло число и {\displaystyle n} е естествено число, и {\displaystyle n} и {\displaystyle a} са взаимнопрости, то
{\displaystyle a^{\varphi (n)}\equiv 1{\pmod {n}}},
където {\displaystyle \varphi (n)} е броят на естествените числа, по-малки от {\displaystyle n} и взаимно прости с {\displaystyle n}. Частен случай на теоремата на Ойлер е Малката теорема на Ферма.